# Trivial Pursuit
El Trivial Pursuit és un joc de tauler clàssic que consisteix a respondre a una sèrie de preguntes per guanyar els adversaris. Cada jugador es mou pel tauler mitjançant un dau i respon les preguntes que li toquen (marcades pels colors de les caselles del tauler). Hi ha unes caselles especials, que donen dret a un peó o "formatget". Qui aconsegueix tots els peons i arriba a la casella central, guanya la partida. Algunes vegades cal respondre quatre de les sis preguntes d'una targeta per guanyar. Es pot jugar de manera individual o per equips.
El joc va ser creat el 15 de desembre de 1979, a Montreal, Quebec, per Chris Haney, editor de fotos de The Gazette de Montreal, i Scott Abbott, editor d'esports de The Canadian Press. Després de descobrir que els faltaven peces del seu joc Scrabble van decidir crear el seu propi joc. Amb l'ajuda de John Haney i Ed Werner, van completar el desenvolupament del joc, que va ser llançat el 1981 els drets es van llicenciar a Selchow and Righter en 1982 i llavors a Parker Brothers en 1988. Han sortit moltes variants i reedicions del joc. En la versió original de 1982 el color blau representava les preguntes de geografia, el marró d'art, el verd de ciència, el groc d'història, el taronja d'esport i el rosa d'entreteniment i espectacles. L'èxit del joc es basa en gran manera en l'equilibri de la dificultat de les preguntes, que cobreixen des d'aspectes de cultura general als més trivials (d'aquí el nom).